# Nové Purkartice

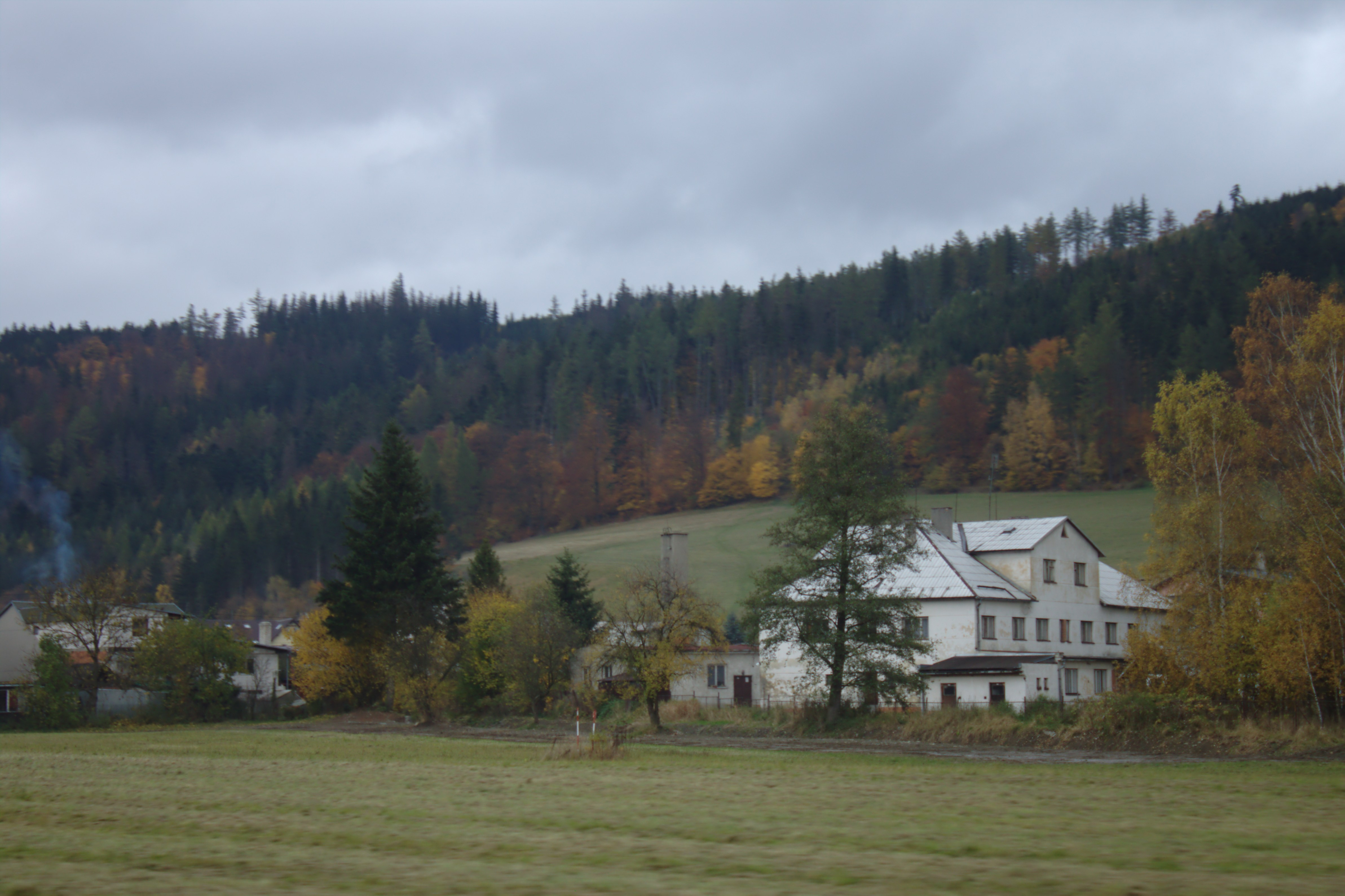
Ortsansicht

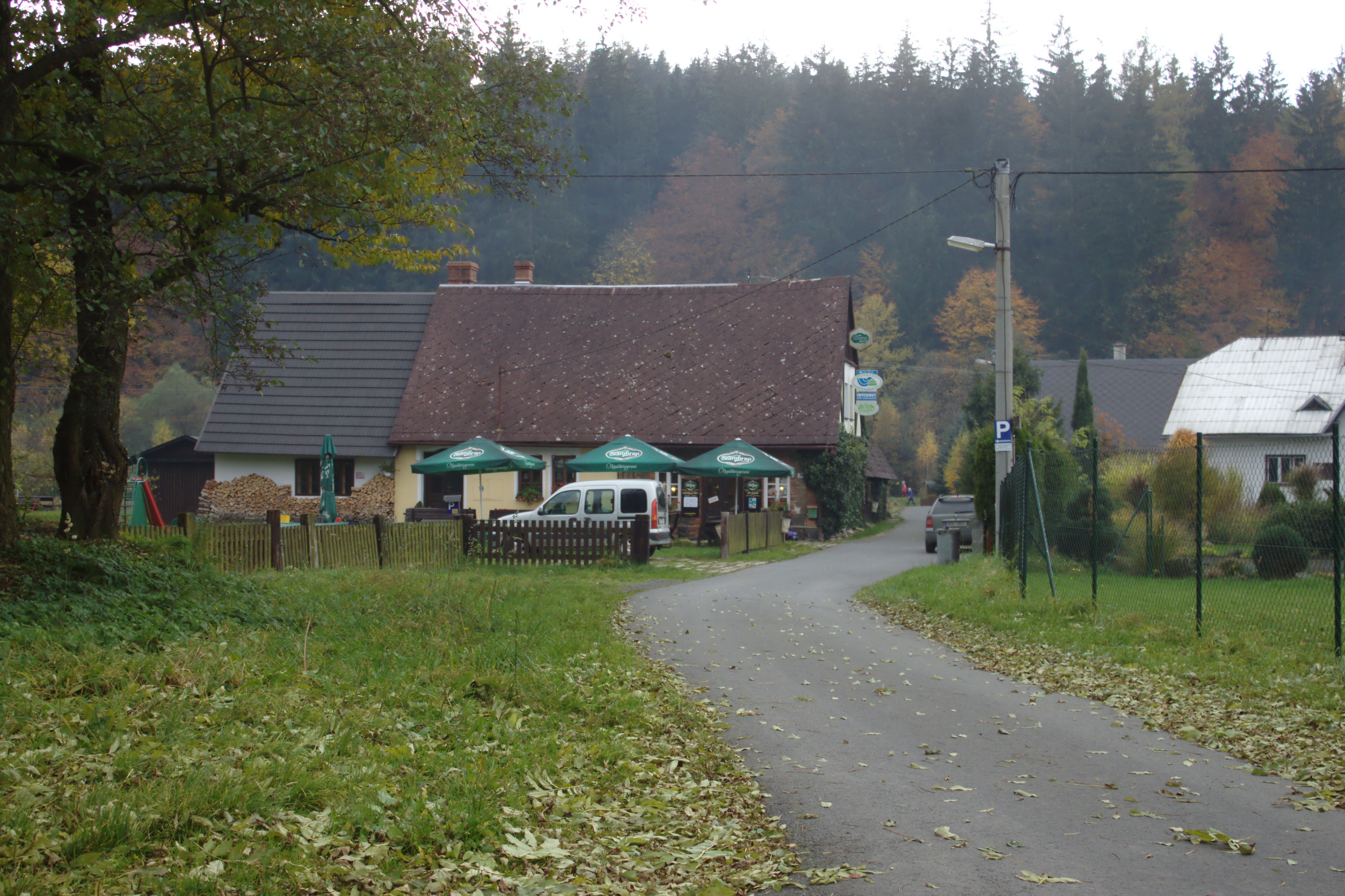
Gasthaus Malajka

Nové Purkartice (deutsch Neu Bürgersdorf, auch Neubürgersdorf) ist eine Grundsiedlungseinheit der Gemeinde Karlovice (Karlsthal) in Tschechien. Sie liegt einen Kilometer südöstlich des Ortszentrums von Karlovice und gehört zum Okres Bruntál.

## Geographie
Das Reihendorf Nové Purkartice erstreckt sich in der Brantická vrchovina (Bransdorfer Hügelland) linksseitig des Baches Kobylí potok (Kobelfloß) an dessen Unterlauf bis zur Mündung in die Opava (Oppa). Nördlich erhebt sich der U Lomu (652 m. n.m.), im Nordosten der Milíř (Köhlerstein, 698 m. n.m.), östlich die Větrná (675 m n.m.), im Südosten der Jelení vrch (679 m n.m.), südlich der Uhlíř (Köhlerberg, 628 m n.m.), im Südwesten der Zlatý kopec (693 m n.m.), die Kamenná hůrka (Steinhübel, 778 m n.m.) und der Kamenný vrch (Steinberg, 665 m n.m.), westlich der Zámecký vrch (Schloßberg, 705 m n.m.) sowie im Nordwesten der Kirchberg (641 m n.m.) und der Obří vrch (Riesenkoppe, 739 m n.m.). Durch den Ort führt die Staatsstraße II/451 von Vrbno pod Pradědem (Würbenthal) nach Nové Heřminovy (Neu Erbersdorf). Südlich verläuft am rechten Ufer der Opava die Bahnstrecke Milotice nad Opavou–Vrbno pod Pradědem. Knapp drei Kilometer südwestlich liegt die Burgruine Freudenstein.
Nachbarorte sind Hájovny (Hegerhäuser) und Jelení (Hirschberg) im Norden, Dlouhá Ves (Langendorf), Staré Purkartice (Alt Bürgersdorf) und Vraclávek (Klein Bressel) im Nordosten, Hošťálkovy (Gotschdorf) und Krasov (Kronsdorf) im Osten, Široká Niva (Breitenau) im Südosten, Pocheň (Pochmühl) und Dětřichovice (Dittersdorf) im Süden, Andělská Hora (Engelsberg) und Pustá Rudná (Lauterseifen) im Südwesten, Karlovice im Westen sowie Mnichov (Einsiedel) im Nordwesten.

## Geschichte
Das Dorf wurde zu Beginn des 18. Jahrhunderts am Rande des der Stadt Jägerndorf gehörigen Bürgerwaldes an der Grenze zum herzoglichen Gebiet angelegt. Die erste schriftlich Erwähnung von  Neu Bürgersdorf erfolgte 1718. Die ersten Kirchenbücher wurden 1767 in Karlsthal geführt. Im Jahre 1771 wurde das Dorf als Neu Burgersdorf bezeichnet.
Im Jahre 1835 bestand Neu Bürgersdorf aus 60 Häusern mit 430 deutschsprachigen Einwohnern, davon 408 Katholiken und 22 Protestanten. Die Bewohner lebten überwiegend von der Landwirtschaft, wobei der Boden karg und wenig ertragreich war. Im Ort gab es eine Wassermühle und ein den Jägerndorfer schankberechtigen Bürgern gehöriges Bräuhaus. Die Nutzfläche umfasste 66 Joch Ackerland, 7 Joch Hutweiden, 6 Joch Wiesenland und 1 Joch Wald. Katholischer Pfarr- und Schulort war Karlsthal. Die Protestanten waren dem Pastorat Hillersdorf zugeordnet. Bis zur Mitte des 19. Jahrhunderts blieb Neu Bürgerdorf der Stadt Jägerndorf untertänig.
Nach der Aufhebung der Patrimonialherrschaften bildete Neu Bürgersdorf ab 1849 einen Ortsteil der Gemeinde Alt-Karlsthal im Gerichtsbezirk Würbenthal. Ab 1869 gehörte Neu Bürgersdorf zum Bezirk Freudenthal. Zu dieser Zeit hatte das Dorf 457 Einwohner und bestand aus 61 Häusern.
Ab 1871 wurde zudem der tschechische Ortsname Nové Purkartice verwendet. Im Jahre 1900 lebten in Neu Bürgersdorf 361 Personen, 1910 waren es 340. Nach dem Zusammenbruch der k.k. Monarchie wurde der Ort 1918 Teil der neu gebildeten Tschechoslowakei. Beim Zensus von 1921 lebten in den 68 Häusern von Neu-Bürgersdorf / Nové Purkartice 318 Personen, darunter 309 Deutsche und ein Tscheche. Im Jahre 1930 bestand Neu Bürgersdorf aus 75 Häusern und hatte 377 Einwohner. In der Mitte der 1930er Jahre wurde in Neu Bürgersdorf eine leichte Befestigungslinie des Tschechoslowakischen Walls errichtet. Nach dem Münchner Abkommen wurde das Dorf 1938 dem Deutschen Reich zugesprochen und gehörte bis 1945 zum Landkreis Freudenthal. Nach dem Ende des Zweiten Weltkrieges wurde Nové Purkartice wieder Teil der Tschechoslowakei. Die deutschsprachige Bevölkerung wurde 1946 größtenteils vertrieben und der Ort mit Tschechen besiedelt. 1950 lebten in den 55 Häusern von Nové Purkartice nur noch 179 Personen. Im Zuge der Neugliederung der Gemeinde Karlovice wurde Nové Purkartice 1961 gänzlich mit Karlovice fusioniert und verlor seinen Ortsteilstatus. Im Jahre 1970 hatte das Dorf 176 Einwohner. 1991 bestand Nové Purkartice aus 49 Wohnhäusern und hatte 126 Einwohner. Beim Zensus von 2011 lebten in den 57 Häusern von Nové Purkartice 134 Personen.

## Gemeindegliederung
Die Grundsiedlungseinheit Nové Purkartice ist Bestandteil des Ortsteils Karlovice und bildet einen Katastralbezirk.

## Sehenswürdigkeiten
- Ruine der Burg Freudenstein, südlich des Ortes
- Bunkerlinie des Tschechoslowakischen Walls